# Gallegher
Gallegher è un cortometraggio muto del 1910 diretto da Ashley Miller.
Il soggetto è tratto da un libro di Richard Harding Davis, Gallegher and Other Stories. È il terzo lavoro dello scrittore che venne adattato per lo schermo. La storia verrà ripresa nel 1917 dal film Gallegher, prodotto sempre dall'Edison insieme alla Conquest Pictures Company.  Le storie del libro verranno riproposte ancora una volta nel 1966 -1968 da una serie tv della NBC, inserita nel programma Walt Disney's Wonderful World of Color.

## Produzione
Il film fu prodotto dall'Edison Manufacturing Company.

## Distribuzione
Distribuito dall'Edison Manufacturing Company, il film - un cortometraggio di una bobina - uscì nelle sale cinematografiche statunitensi il 26 aprile 1910.